# Hermann Oberth
Hermann Julius Oberth, nemški fizik in raketni inženir, * 25. junij 1894, Sibiu,  Transilvanija, Avstro-Ogrska (sedaj Romunija), † 28. december 1989, Nürnberg, Nemčija.
Oberth poleg Ciolkovskega in Goddarda velja za očeta raketne tehnike in astronavtike. Med seboj v glavnem niso sodelovali, vendar se je njihovo delo prepletalo in potekalo vzporedno neodvisno.

## Življenje in delo
Po svojih besedah in drugih virih se je pri približno 11 letih navdušil nad Vernom, še posebej nad njegovima deloma Potovanje na Luno (1865) in Okoli Lune (1870), ter ju bral toliko časa, da si je njuni besedili zapomnil. Pri štirinajstih je izdelal svoj prvi model rakete. Pri svojih mladostnih poskusih je prišel do pojma večstopenjske rakete, vendar zaradi pomanjkanja virov svoje zamisli ni mogel uresničiti.
Leta 1912 je začel v Münchnu študirati medicino, vendar so ga ob izbruhu 1. svetovne vojne vpoklicali v pehotni bataljon in poslali na vzhodno fronto. Leta 1915 so ga premestili v medicinsko enoto v bolnišnici v Sighişoari. Tam je izvedel nekaj poskusov v zvezi z breztežnostjo. Do leta 1917 je pokazal svoje delo pruskemu vojnemu ministru von Steinu.
V letu 1916 se je poročil z Mathilde Hummel, s katero sta imela štiri otroke. Eden od sinov je umrl kot vojak v 2. svetovni vojni. Med vojno je avgusta 1944 umrla tudi hči pri eksploziji kapljevinskega kisika. Po vojni se je leta 1919 vrnil v Nemčijo in najprej v Münchnu, nato pa v Göttingenu, začel študirati fiziko.
Njegovo doktorsko disertacijo so leta 1922 zavrnili kot »utopično«. Junija 1923 je zasebno objavil delo na 92 straneh Z raketo do planetarnega prostora (Die Rakete zu den Planetenräumen). Leta 1929 je delo razširil na 429 strani in ga naslovil Poti do vesoljskega poleta (Wege zur Raumschiffahrt). Kasneje je izjavil, da se je zavestno odločil, da ne bo napisal nove disertacije: »Opustil sem pisanje nove in sam pri sebi sem si mislil: Nič zato, dokazal bom da lahko postanem večji znanstvenik kot nekateri od vas tudi brez naziva doktorja.« Kritiziral je nemški sistem izobraževanja z besedami: »Naš izobraževalni sistem je kot avtomobil z močnimi zadnjimi lučmi, ki močno osvetljujejo preteklost. Spredaj pa so stvari komaj opazne.« Nazadnje je doktoriral na Babeş-Bolyaijevi univerzi v Cluj-Napoci.
Postal je član VfR, ljubiteljske raketne skupine, ki je črpala iz njegovega tedanjega dela. Skupina je tudi med prvimi začela resno jemati Potočnikovo pionirsko delo na tem področju. Do leta 1938 je Oberth poučeval matematiko in fiziko na Gimnaziji Stephana Ludwiga Rotha v Mediaşu.
Leta 1928 in 1929 je delal v Berlinu kot znanstveni svetovalec pri prvem filmu s prizori v vesolju, Ženska na Luni (Frau im Mond), posnetem pri UFA in z Langovo režijo. Film je bil pomemben pri popularizaciji zamisli raketne znanosti. Oberthova glavna naloga je bila izdelati in izstreliti raketo pred premiero filma kot javni dogodek. 5. junija 1929 je prejel prvo Esnault-Pelterie-Hirschevo nagrado Francoskega astronomskega društva za svoje delo pri napredku astronavtike v knjigi Poti do vesoljskega poleta, ki se je razširila v obsežno delo iz dela Z raketo do planetarnega prostora.
Jeseni 1929 je Oberth statično pognal svoj prvi raketni motor na tekoče gorivo Kegeldüse (dobesedno stožčasta šoba). Pri poskusu so mu pomagali študentje Tehniške univerze v Berlinu, in med njimi je bil von Braun, ki je kasneje vodil vojaški projekt razvoja rakete, uradno imenovan A4, vendar danes bolj znan pod imenom V-2.

## Priznanja

### Poimenovanja
Po njem se imenujeta asteroid 9253 Oberth in krater Oberth na Luni.